# Argentin kanalasréce

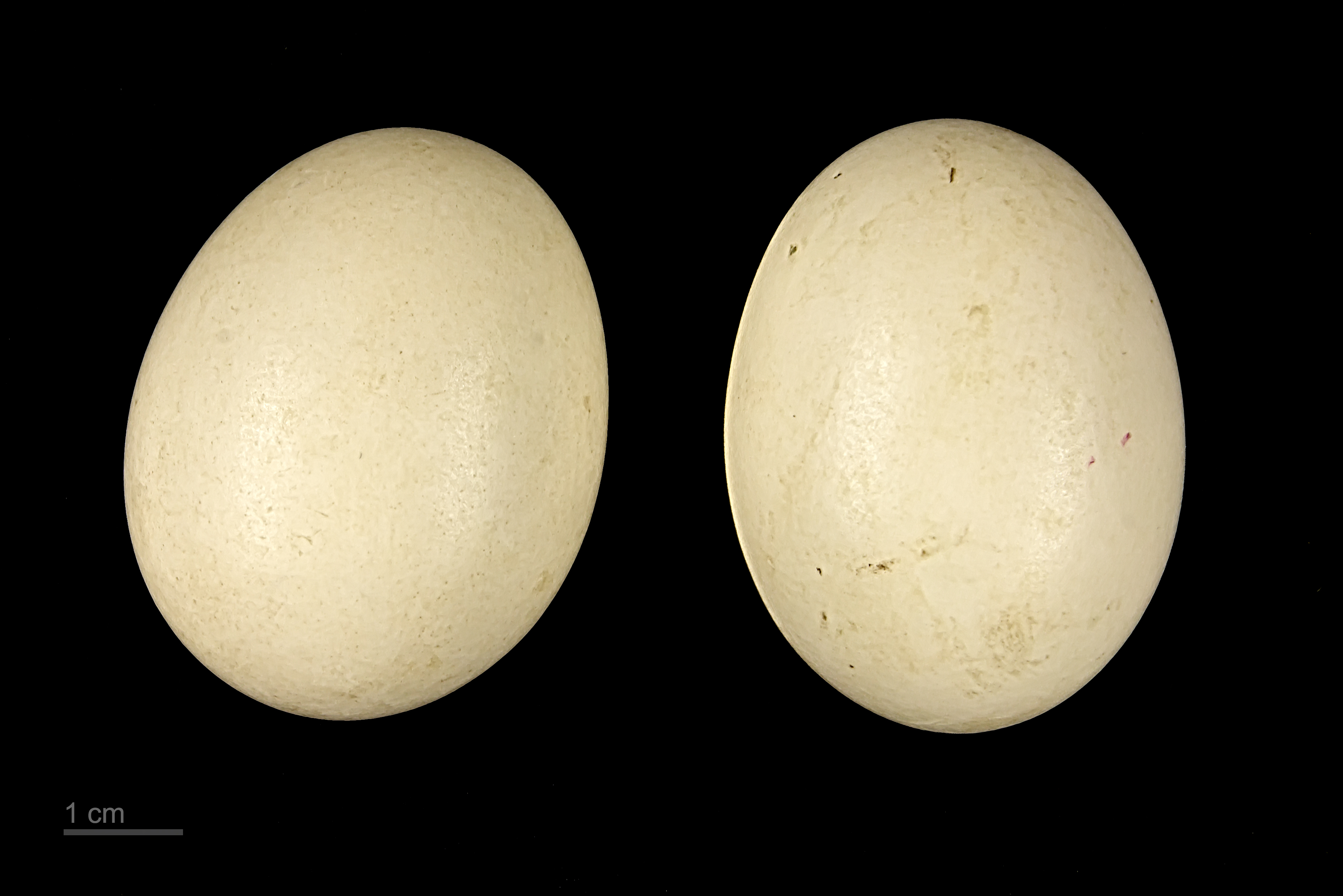
Anas platalea

Az argentin kanalasréce (Anas platalea) a madarak osztályának lúdalakúak (Anseriformes) rendjébe és a récefélék (Anatidae) családjába tartozó faj.

## Előfordulása
Argentína, Bolívia, Brazília, Chile, a Falkland-szigetek, Paraguay, Peru, a Déli-Georgia és Déli-Sandwich-szigetek és Uruguay területén honos. A természetes élőhelye sós lagúnák, valamint édesvizű tavak és mocsarak.

## Megjelenése
Testhossza 53 centiméter, testtömege 500-600 gramm.